# Cinclosoma castanotum
La zordala castaña (Cinclosoma castanotus) es una especie de ave paseriforme de la familia Psophodidae endémica de Australia. Su hábitat natural es la vegetación arbustiva tipo mediterránea.